# 道孚蝇子草
道孚蝇子草（学名：[Silene dawoensis] 错误：{{Lang}}：文本有斜体标记（帮助））为石竹科蝇子草属的植物，是中国的特有植物。分布在中国大陆的四川、云南等地，生长于海拔1,400米至3,100米的地区，常生于草坡及岩壁，目前尚未由人工引种栽培。